# Dob (kulle)
Dob är en kulle i Tjeckien. Den ligger i den nordvästra delen av landet, 60 km nordväst om huvudstaden Prag. Toppen på Dob är 445 meter över havet.
Terrängen runt Dob är platt åt sydväst, men åt nordost är den kuperad.Runt Dob är det ganska glesbefolkat, med 25 invånare per kvadratkilometer. Närmaste större samhälle är Most, 10,0 km väster om Dob. Trakten runt Dob består till största delen av jordbruksmark.